# Oberwart (gemeente)
Oberwart (Hongaars: Felsőőr, Kroatisch: Gornja Borta) is een gemeente in de Oostenrijkse deelstaat Burgenland, gelegen in het district Oberwart (OW). De gemeente heeft ongeveer 6700 inwoners, hiervan is 73% Duits- en 17,5% Hongaarstalig. Er is verder een minderheid van Kroaten. 59% is rooms-katholiek, 33% gereformeerd protestants.

## Geografie
Oberwart heeft een oppervlakte van 36,5 km². Het ligt in het uiterste oosten van het land.
Kadastrale gemeenten zijn Oberwart en Sankt Martin in der Wart.
Samen met de dorpen Unterwart (Alsóőr) en Siget in der Wart (Őrisziget) vormt Oberwart een Hongaars taaleiland in Burgenland. Tot 1920 was geheel Burgenland onderdeel van Hongarije, het gebied stond toen bekend als Duits-West-Hongarije.

## Geboren
- Hermann Pernsteiner (1990), wielrenner

Bad Tatzmannsdorf · Badersdorf · Bernstein · Deutsch Schützen-Eisenberg · Grafenschachen · Großpetersdorf · Hannersdorf · Jabing · Kemeten · Kohfidisch · Litzelsdorf · Loipersdorf-Kitzladen · Mariasdorf · Markt Allhau · Markt Neuhodis · Mischendorf · Neustift an der Lafnitz · Oberdorf im Burgenland · Oberschützen · Oberwart · Pinkafeld · Rechnitz · Riedlingsdorf · Rotenturm · Schachendorf · Schandorf · Stadtschlaining · Unterkohlstätten · Unterwart · Weiden bei Rechnitz · Wiesfleck · Wolfau
- Bibliothèque nationale de France: cb11964019g (data)
- Gemeinsame Normdatei: 4043013-3
- Library of Congress Control Number: n85813820
- MusicBrainz: 9d23816c-aa9e-410c-990b-a30c25e91ec6
- Nationale Bibliotheek van Tsjechië: ge808400
- Nationale Bibliotheek van Israël: 987007567261905171
- Virtual International Authority File: 123233792
- WorldCat: E39PBJpdM8Y34QfrqkQPDD7JXd